# Единственная дорога
«Еди́нственная доро́га» / «Okovani soferi» («Скованные шофёры») — совместный советско-югославский односерийный художественный фильм о Второй мировой войне, снятый в 1974 году югославским режиссёром Владо Павловичем. Совместное производство киностудий Filmski Studio Titograd (СФРЮ) и Мосфильм (СССР).

## Сюжет
События, о которых рассказывает фильм, происходят в течение трёх дней, с 23 по 25 апреля 1944 года в Югославии.
На обочине застыли немецко-фашистские танки и бронетранспортёры. У них кончилось горючее.
Немецкое командование подготавливает автоколонну с горючим из Румынии, которое нужно доставить к бронетехнике. Бо́льшая часть дороги, по которой должна пройти автоколонна, контролируется югославскими партизанами.
Действия партизан настолько усилились, что наивно было бы надеяться переправить без потерь через леса и безлюдные горные перевалы огромную колонну с бензином.
Чтобы хоть как-то обезопасить себя, гитлеровцы посадили за руль автомашин советских военнопленных. Они управляли машинами в наручниках, цепь от которых связывала их с охранником.
Задание отряда югославских партизан — остановить колонну, но ни в коем случае не ценой жизни русских пленных…

## В ролях
- Татьяна Сидоренко — Люба
- Велько Мандич[серб.] — Коста
- Александр Аржиловский — Ершов
- Лев Дуров — Петро
- Глеб Стриженов — Иван Ефимович Каленич
- Анатолий Кузнецов — Сергеев
- Душан Яничиевич[серб.] — Явор
- Владимир Высоцкий — Солодов, один из шофёров
- Владимир Пучков — Алёша
- Владимир Кашпур — Таиров
- Владимир Попович[серб.] — Сречко
- Драгомир Боянич — Зоран, кузнец
- Светлана Данильченко — Бранка
- Ирина Мирошниченко — Гордана
- Владислав Дворжецкий — Вальтер Хольц, начальник автоколонны
- Игорь Васильев — Эрих Гюнтер
- Сергей Яковлев — отец Алёши
- Игорь Класс — Мюллер
- Борис Руднев — Боннер, танкист, офицер СС
- Николай Дупак — Цильке, генерал
- Геннадий Юхтин — Цолерн, солдат-конвоир
- Виктор Павлов — Рамке, фельдфебель
- Иван Жеваго — Шранк
- Константин Забелин — Типпель
- Борис Битюков — Альтенбауэр

### Озвучивание
- Виктория Чаева — читает закадровый перевод
- Исполнение песен:
  - Владимир Высоцкий
  - Татьяна Сидоренко

## Съёмочная группа
- Автор сценария: Вадим Трунин
- Режиссёр: Владимир Павлович
- Оператор: Алексей Темерин
- Художник: Георгий Турылёв
- Композитор: Карэн Хачатурян
- Текст песен: Владимир Высоцкий
- Музыка песен: Владимир Высоцкий
- Звукорежиссёр: Лев Трахтенберг
- Монтажёр: Ирма Цекавая

## Технические данные
- Производство:
  - Мосфильм
  - Filmski Studio Titograd
- Художественный фильм, односерийный, телевизионный, цветной

Фильм стал одним из первых, снятых на универсальный формат кадра. С такого негатива могли быть отпечатаны фильмокопии любых форматов: широкоэкранного, широкоформатного и классического.

## Песни для фильма, написанные Владимиром Высоцким
Вошедшие в фильм
- «Приговорённые к жизни» («В дорогу,— живо! Или — в гроб ложись…»)

Не вошедшие в фильм
- «Если где-то в глухой, неспокойной ночи…»
- «Расстрел горного эха» («В тиши перевала, где скалы ветрам — не помеха…»)
- В югославской версии фильма ни одна из песен не прозвучала.

- Во время съёмок фильма написано также стихотворение «Водой наполненные горсти…»